# Ubój (film 1914)
Ubój (jid. Di szichte) – polski film fabularny z 1914 roku w języku jidysz, oparty na sztuce Jakuba Gordina.

## Opis fabuły
Akcja rozgrywa się w Mohylewie, na południu Rosji. Młoda dziewczyna, Esterka, zostaje wydana za mąż za dużo starszego od siebie, nieatrakcyjnego Rapaporta. Rapaport trudniący się handlem drewnem jest w stosunku do żony i innych bezwzględny. Poniża Esterkę i wspólne dzieci. Te źle traktowane przez ojca chorują i umierają. Esterka jest też często poniżana przez swoich pasierbów, czemu Rapaport przygląda się z aprobatą.  Rodzice Esterki, choć kochają córkę, namawiają ją do uległości. Życzliwość okazuje kobiecie jej kuzyn Szmuel Josl. Chłopak uczy się na szocheta (dokonującego szechity, czyli rytualnego uboju). Esterka nie wytrzymuje złego traktowania i zabija męża rytualnym nożem. Wyznaje miłość Szmuelowi, następnie traci zmysły.

## Obsada
- Ester Rachel Kamińska
- Juliusz Adler
- Samuel Landau
- Jakub Libert
- Mojżesz Szpiro
- Herman Wajsman